# Liste der Kulturdenkmale in Bennewitz

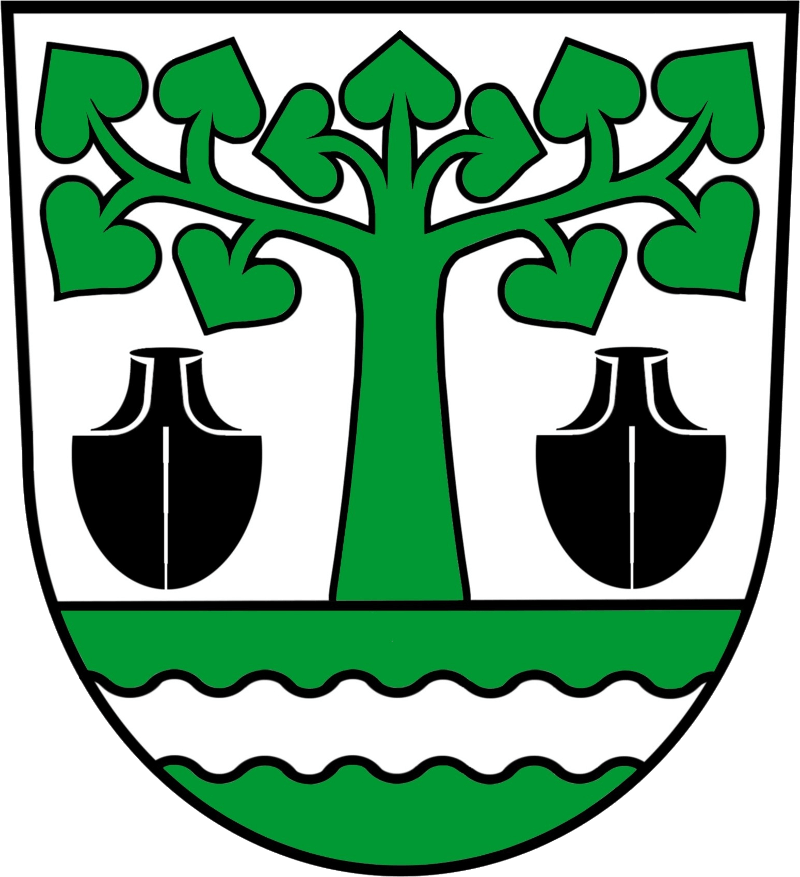
Wappen von Bennewitz

In der Liste der Kulturdenkmale in Bennewitz sind die Kulturdenkmale der sächsischen Gemeinde Bennewitz verzeichnet, die bis April 2024 vom Landesamt für Denkmalpflege Sachsen erfasst wurden (ohne archäologische Kulturdenkmale). Die Anmerkungen sind zu beachten.
Diese Aufzählung ist eine Teilmenge der Liste der Kulturdenkmale im Landkreis Leipzig.

## Bennewitz
| Bild           | Bezeichnung | Lage                                                                      | Datierung | Beschreibung | ID       |
| -------------- | --- | ------------------------------------------------------------------------- | --- | --- | -------- |
| Weitere Bilder | Eisenbahnbrücke | Bahnhofstraße (hinter Nr. 17 und in Fortsetzung Leulitzer Straße) (Karte) | 1897 | Steinbogenbrücke der Bahnstrecke Leipzig–Dresden (6363; sä. LD), von technik- und verkehrsgeschichtlicher Bedeutung. Flanken der Widerlager in Zyklopennaturstein, Bruchsteinwangenmauern (Sandstein), Überdeckung mit Betonplatte. | 08970571 |
| Weitere Bilder | Kirche mit Ausstattung, Kirchhof mit Einfriedung, einigen alten Grabmalen und Kriegerdenkmal für die Gefallenen des Ersten Weltkrieges | Dorfstraße (Karte)                                                        | Ende 12. Jahrhundert, später überformt (Kirche); Ende 15. Jahrhundert (Sakramentsnische und Epitaph); nach 1918 (Kriegerdenkmal) | Schlichte spätromanische Chorturmkirche, bau- und ortsgeschichtlich von Bedeutung. - Kirche: einschiffige Chorturmkirche mit geradem Chorschluss, Satteldach, Biberschwanzdeckung (Kronendeckung), Chorturm mit Satteldach und Rundbogenfenstern, Orgelempore, im Chor mittelalterliche und barocke Ausmalung, rundbogiger Eingang - Erbbegräbnis Busch: Sandsteinblock mit neogotischer Gestaltung, stark profilierter Überdachung und Kreuzaufsatz - Kriegerdenkmal Erster Weltkrieg: zwei Porphyrgedenksteine, Inschrift „Zur Erinnerung an unsere im Weltkrieg Gefallenen“, eingemeißeltes Eisernes Kreuz, zweiter Stein mit Inschrift „1918“ aus Porphyrtuff, Eiche - Einfriedung: zum Teil Bruchsteinmauer mit Granitabdeckung, zum Teil Klinkermauer | 08973867 |
|                | Leichenhalle und Grabkreuz Siegfried Kummer auf dem Friedhof                                                                           | Dorfstraße (zwischen Nr. 20 und 21) (Karte)                               | Um 1890 (Leichenhalle); 1942 (Soldatengrab)                                                                                      | Leichenhalle mit gründerzeitlicher Ziegelfassade, bau- und kulturgeschichtliche Bedeutung, bemerkenswertes Soldatengrab mit geschichtlicher Bedeutung. Leichenhalle eingeschossiger Klinkerbau, Bruchsteinsockel, zwei Segmentbogeneingänge, Segmentbogenfenster (zum Teil vermauert), Gesimsband als Zahnschnittfries, im Giebel abgetreppte Klinkerrahmung und Rundfenster, an Traufseite Lisenengliederung, Satteldach. Grabmal mit Efeubewuchs. - Bei der Leichenhalle handelt es sich um einen Friedhofsbau in den späthistoristischen Formen der Zeit um 1900. Das Gebäude ist als Ziegelbau über einem Natursteinsockel errichtet. Damit zeigt es eine für das Leipziger Umland damals typische Bau- und Gestaltungsweise. Charakteristisch sind die entsprechenden Gestaltungselemente wie Zahnschnitt- und Konsölchenfriese. Unter diesen Gesichtspunkten verkörpert das Gebäude einen baugeschichtlichen Aussagewert, wobei insbesondere die Bauaufgabe zu beachten ist. Auf der anderen Seite ist es ein geschichtliches Zeugnis des Friedhofs- und Bestattungswesens seiner Zeit. - Das Grabmal Siegfried Kummer, Holzkreuz in Form eines Eisernen Kreuzes, bezeichnet mit 1939, Inschrift „Soldat Siegfried Kummer, (Runenzeichen) 19. 4. 21–19. 2. 42“, ist ein Beispiel für die Art der Bestattung eines gefallenen Wehrmachtsangehörigen in der Heimat, zudem verweist es anhand eines Einzelschicksals auf das Gesamtereignis des Zweiten Weltkriegs, somit verkörpert es einen geschichtlichen Aussagewert. | 08973866 |
| Weitere Bilder | Meilenstein | Leipziger Straße (Ecke Grimmaische Straße) (Karte)                        | 2. Hälfte 19. Jahrhundert (Meilenstein); um 1900 (Kilometerstein)                                                                | Königlich-Sächsischer Meilenstein, zum Kilometerstein umgearbeiteter Ganzmeilenstein mit Inschrift, verkehrsgeschichtlich von Bedeutung. Sandstein, Inschriften „Leipzig 25 Km, Wurzen Km 2.100“ und „Grimma 15,5 Km, Km 15.222“. | 08974044 |
|                | Saalbau des Gasthofes | Leipziger Straße 15 (Karte)                                               | Um 1906 | Ortshistorisch bedeutendes Gebäude der Jahrhundertwende mit Jugendstildetails. Eingeschossiger, verputzter Massivbau mit Lisenengliederung in Ziegelstein, Krüppelwalmdach. Innen: gusseiserne Säulen (reich dekoriert mit Fischmotiven), Empore, reich dekorierte originale Putzgliederung, Entlüftungsrosetten an Decke, Decke gewölbt, Bühnenöffnung von zwei lyrahaltenden Figuren bekrönt. | 08974033 |
|                | Wohnhaus | Leipziger Straße 17 (Karte)                                               | Bezeichnet mit 1910 | Ungewöhnlich gestalteter, städtisch wirkender Massivbau mit Putzgliederung, weitgehend im Originalzustand erhaltenes, gut gegliedertes Gebäude mit Jugendstilanklängen, baugeschichtlich von Bedeutung. Zweigeschossiger Massivbau mit Putzgliederung, Sockel aus Quadermauerwerk (Kunststein), im Erdgeschoss asymmetrische Gliederung durch eingeschossigen Seitenrisalit (fein genutetes unregelmäßiges Quadermauerwerk), Korbbogenfenster mit Sohlbänken aus Kunststein (Wellenmotiv), originale Fenster mit Oberlichtsprossung, Mansarddach mit einseitigem Schopf, mittig Zwerchhaus (abgewalmt, zwei Segmentbogenfenster), Biberschwanzdeckung, an Giebelseite flache Stützpfeiler, innen originales Treppenhaus (Handlauf, Fußbodenfliesen), bezeichnet mit 1910 (Tafel über Eingangstür). | 08974028 |
|                | Doppelwohnhaus und rückwärtiges Nebengebäude                                                                                           | Leulitzer Straße 13, 15 (Karte)                                           | Um 1890 | Als ehemaliges Gemeinschaftshaus (Werkswohnung) der Ziegelfabrik Eugen Hülsmann von ortsgeschichtlicher und sozialhistorischer Bedeutung. - Wohnhaus: zweigeschossiger Ziegelsteinbau (rote Klinker), gelbe Klinkergliederung, zwei Seitenrisalite mit Giebel und weit vorkragendem Dach, Krüppelwalmdach, Biberschwanzdeckung, Fenster neu - Seitengebäude: eingeschossiger Ziegelsteinbau, Satteldach | 08970572 |
|                | Einfriedung | Parkstraße 18 (Karte)                                                     | Um 1910 | In gutem Originalzustand erhaltene Einfriedung des ehemaligen Nebengebäudes der Fabrikantenvilla Hülsmann (Parkstraße 20, abgebrochen vor 2012), von ortsgeschichtlicher Bedeutung. Einfriedungsmauer auf Klinkersockel, darüber gelbe und rote Ziegelmauer, runde Mauerecke (durchbrochen), Einfriedungspfeiler mit abgerundeten Pfeilerköpfen aus Sandstein, schlichtes Eisengitter. | 08974030 |

## Altenbach
| Bild           | Bezeichnung                                              | Lage                                                      | Datierung | Beschreibung | ID       |
| -------------- | -------------------------------------------------------- | --------------------------------------------------------- | --- | --- | -------- |
|                | Wohnhaus                                                 | Am Badeteich 1 (Karte)                                    | 1. Hälfte 19. Jahrhundert                                                                                        | Vermutlich ehemalige Schnitterkaserne, eingeschossiger Putzbau mit Krüppelwalmdach, von sozialhistorischer Bedeutung. Eingeschossiger verputzter Massivbau (Bruchstein), Krüppelwalmdach mit Holztraufe, ältere Fenster und Türen. | 08974043 |
|                | Wegestein                                                | Hauptstraße (Ecke Schulweg, Abzweig nach Leulitz) (Karte) | 19. Jahrhundert                                                                                                  | Sandstein mit Inschrift, Zeugnis der verkehrstechnischen Erschließung des ländlichen Raumes von verkehrsgeschichtlicher Bedeutung. Sandsteinstele, abgefaster oberer Teil mit Inschrift „Leulitz“ und Richtungspfeil, zeltdachförmiger Abschluss. | 08974198 |
|                | Häuslerhaus                                              | Hauptstraße 16 (Karte)                                    | 2. Hälfte 19. Jahrhundert                                                                                        | Kleines eingeschossiges Wohnhaus mit Satteldach und Putzfassade, Bestandteil der alten Ortsstruktur, Lage: gegenüber Schmiede und Dorfteich, sozialgeschichtlich von Bedeutung | 08967020 |
|                | Ehemalige Schmiede, heute Wohnhaus, und Nebengebäude     | Hauptstraße 23 (Karte)                                    | Um 1840 | Als ehemalige Schmiede von ortshistorischem Wert, städtebaulich bedeutsam durch Lage am Teich, schräg gegenüber dem ehemaligen Armenhaus; liegt schräg gegenüber Armenhaus und in Nähe Teich (typisch für Schmieden); 1840–1926 Dorfschmiede, 1960–1982 Poststelle, 1950er Jahre Standort des Holzschneepfluges der Gemeinde (in der Scheune), neben der Scheune Spritzenhaus der Feuerwehr und zentrale Rampe für Milchkannen, ab etwa 1968 Verkaufsstelle für Brot und Brötchen. - Wohnhaus: Lehmbau (auch im Obergeschoss), zweigeschossig, fünf Achsen, traufständig zur Straße, ziegelgedecktes Satteldach mit Fledermausgauben, Putzfassade, zeitweise als Postamt genutzt, im linken Gebäudeteil ehemalige Schmiede (dieser Bereich mit Natursteinplatten ausgelegt), Fenster besonders an der Rückfront verändert, Lehmstakendecken teilweise vorhanden, kein Keller wegen hohem Grundwasserstand (Teichnähe), alte Wegepflasterung im Vorgarten noch vorhanden - Nebengebäude: giebelständig, Putzfassade, ziegelgedecktes Satteldach | 08966043 |
| Weitere Bilder | Kirche mit Ausstattung                                   | Hauptstraße 35 (Karte)                                    | Um 1695, im Kern romanisch (Kirche); wohl 1838 (Empore); Ende 19. Jahrhundert (Kirchenausstattung); 1891 (Orgel) | Schlichte romanische Saalkirche mit eingezogenem Chor und Apsis, Westturm frühes 19. Jahrhundert, baugeschichtlich, ortsbildprägend und ortsgeschichtlich von Bedeutung. Saalkirche mit eingezogenem Chor und Apsis, Satteldach, Turm mit Satteldach, Porphyrtuff-Portal im Tympanon, Inschrift „(unleserlich) C. 7. V. 13.14. Gehet ein!“, spätere Anbauten. | 08974040 |
| Weitere Bilder | Wohnhaus eines ehemaligen Dreiseithofes                  | Hauptstraße 37 (Karte)                                    | 1. Hälfte 19. Jahrhundert                                                                                        | Straßenbildprägender Fachwerkbau (jetzt Töpferei) nahe der Kirche, baugeschichtlich von Bedeutung. Zweigeschossig, Erdgeschoss massiv, Obergeschoss Fachwerk, Krüppelwalmdach, Holztraufe, Giebel verbrettert, an einer Seite abgeschleppt, im Inneren Segmentbogenfenster. | 08974041 |
| Weitere Bilder | Kriegerdenkmal für die Gefallenen des Ersten Weltkrieges | Hauptstraße 47 (neben) (Karte)                            | Um 1920 | Von ortshistorischer Bedeutung. Zum Teil unbehauener Sandstein, aufrecht stehend, eingemeißelter Stahlhelm und Lorbeerkranz, Inschriften „1914–18“, „Dem Gedächtnis ihrer tapferen Helden die Gemeinden Altenbach – Leulitz – Zeititz“, davor liegender Grabstein mit den Namen der Gefallenen aus den drei Orten, Eichen- und Rhododendronbepflanzung. | 08974199 |
| Weitere Bilder | Wohnhaus                                                 | Pausitzer Straße 21 (Karte)                               | Um 1945 | Verbrettertes Wohngebäude im Heimatstil, von bauhistorischem Interesse. Eingeschossiger verbretterter Bau auf massivem Sockel, Satteldach, Eingang mit Pergola (in Klinker), originale Fensterläden, Dachausbauten. | 08974042 |

## Bach
| Bild | Bezeichnung                                  | Lage                   | Datierung                 | Beschreibung | ID       |
| ---- | -------------------------------------------- | ---------------------- | ------------------------- | --- | -------- |
|      | Wohnstallhaus eines ehemaligen Dreiseithofes | Teichstraße 20 (Karte) | 1. Hälfte 19. Jahrhundert | Obergeschoss in Fachwerk, Zeugnis bäuerlicher Bau- und Lebensweise vergangener Zeiten, baugeschichtlich von Bedeutung. Zweigeschossig, Erdgeschoss massiv, verputzt, Obergeschoss Fachwerk, Satteldach, rückwärtig abgeschleppter Anbau. | 08974047 |

## Deuben
| Bild           | Bezeichnung                                                       | Lage                              | Datierung | Beschreibung | ID       |
| -------------- | ----------------------------------------------------------------- | --------------------------------- | --- | --- | -------- |
| Weitere Bilder | Saalanbau des Gasthofes                                           | Leipziger Straße 65 (Karte)       | 1901 laut Auskunft | In gutem Originalzustand erhaltener, historistisch gestalteter Saal, bau- und ortsgeschichtlich von Bedeutung. Massivbau, Satteldach (Fassaden erneuert), Saal mit Bühne und Stützen (Holzpaneele, Korinthische Kapitelle), gewölbte Decke mit Stuckkonsolen, Emporen mit Balustern, stuckierte Leuchterrosetten an der Decke (guter Originalzustand). | 08973878 |
| Weitere Bilder | Steinkreuz                                                        | Püchauer Straße 34 (vor) (Karte)  | Mittelalterlich | Von historischer Bedeutung, Steinkreuz in Granit (?) | 08974046 |
| Weitere Bilder | Kirche mit Ausstattung, Kirchhof mit Einfriedung und Leichenhalle | Schulstraße (Karte)               | 15. Jahrhundert, im Kern älter (Kirche); Ende 15. Jahrhundert (Sakramentsnischen); 17. Jahrhundert (Rankenmalerei im Chorbogen); Mitte 17. Jahrhundert (Kanzel); um 1900 (Leichenhalle) | Mittelalterliche Chorturmkirche, spätgotisch und barock überformt, baugeschichtlich, ortsbildprägend und ortsgeschichtlich von Bedeutung. - Kirche: einschiffige Saalkirche, quadratischer Chorturm, Satteldach, aufgeputzte Eckquaderung, Chor mit Kreuzrippengewölbe, Emporen von 1652, polygonaler Chorschluss, Taufstein um 1600, Holzkanzel, Korbbogenfenster - Einfriedung: roter Klinker mit Pfeiler, zum Teil noch Bruchstein - Leichenhalle: roter Klinkerbau, zwei rundbogige Eingänge, Zahnschnittfries aus Klinker, Satteldach mit Biberschwanzdeckung, niedriger turmartiger zentraler Dachaufbau                                                 | 08973875 |
|                | Kriegerdenkmal für die Gefallenen des Ersten Weltkrieges          | Schulstraße 7 (gegenüber) (Karte) | Um 1920 | Von ortshistorischer Bedeutung. Porphyrstele mit seitlich auslaufender Mauer (expressiv konvex und konkav geformt) und Treppensockel, Inschriften „Gefallen für Heimat und Vaterland Euch Helden“ „1914–1915“, „1915–1916“, „1916–1917“, „1917–1918“ und die Namen der Gefallenen, Eichenlaubrelief, Grünanlage mit Eiche. | 08973877 |
|                | Wohnstallhaus und Seitengebäude eines Bauernhofes                 | Schulstraße 17 (Karte)            | 1. Hälfte 19. Jahrhundert (Wohnstallhaus); um 1900 (Seitengebäude) | Wohnstallhaus Obergeschoss Fachwerk, Seitengebäude Putzbau mit Zwillingsfenster im Giebel, straßenbildprägender bauhistorisch bedeutender Hof. - Wohnstallhaus: zweigeschossig, Erdgeschoss Lehm auf hohem Bruchsteinsockel, Obergeschoss Fachwerk mit Lehmstaken, Satteldach mit Biberschwanzdeckung, zum Teil alte Fenster, Tür verändert, Giebel massiv - Seitengebäude: zweigeschossig, Erdgeschoss Bruchstein, Obergeschoss Ziegel, originales Segmentbogenportal, originale Tür mit Oberlicht, originale Putzgliederung durch Ecklisenen und Gesimsbänder, profilierte Traufe, im Giebel rundbogiges Zwillingsfenster, Biberschwanzdeckung, alte Fenster | 08973876 |

## Grubnitz
| Bild           | Bezeichnung                                                                 | Lage                                                          | Datierung                                                                   | Beschreibung | ID       |
| -------------- | --------------------------------------------------------------------------- | ------------------------------------------------------------- | --------------------------------------------------------------------------- | --- | -------- |
|                | Wasserkraftwerk mit Begrenzungsmauern und Schaltwarte sowie Kraftwerkskanal | (Flurstück 234) (Karte)                                       | Um 1925 (Kanal); 1926 (Kraftwerksanlagenteil)                               | Eines von zwei erhaltenen Laufkraftwerken im Einzugsgebiet der Mulde, Zeugnis der Elektrifizierung des Leipziger Landes in den 1920er Jahren, großer, kubischer Putzbau mit landschaftsgestaltender Wirkung, versorgungsgeschichtlich von Bedeutung | 09306006 |
| Weitere Bilder | Promenade (siehe auch 09305953 in Wurzen)                                   | (Flurstücke 326/1, 326/2, 326/4, 328/4, 328/6, 328/7) (Karte) | Um 1900                                                                     | Von ortsgeschichtlicher und landschaftsgestaltender Bedeutung | 09305961 |
| Weitere Bilder | Kirche mit Ausstattung                                                      | Grubnitzer Dorfstraße (Karte)                                 | 13. Jahrhundert, spätere Umbauten (Kirche); bezeichnet mit 1909 (Altarbild) | Schmucklose Saalkirche mittelalterlichen Ursprungs, Putzbau mit eingezogenem polygonalen Chor und einfacher Dachreiter, bau- und ortsgeschichtlich von Bedeutung. Verputzter Massivbau, Giebelseite unverputzt, Saalkirche, halbrunde Apsis mit Sakristeianbau an Südseite Spitzbogenfenster, Satteldach mit oktogonalem Dachreiter, beide Giebelspitzen als Kreuz (in Porphyrtuff). | 08973873 |
| Weitere Bilder | Turmholländer                                                               | Mühlenweg 4 (Karte)                                           | Bezeichnet mit 1768                                                         | Älteste Turmholländer-Windmühle Sachsens, technikgeschichtlich von Bedeutung. Viergeschossiger, verputzter, gedrungener Massivbau mit Haube und Rutenkreuz, in allen vier Geschossen Rundbogenfenster. Erhaltene Technik: Königswelle, Mühlsteine und Elevatoren. Der älteste Turmholländer (Wagenbreth, Mühlen, S. 276), bis 1920er Jahre mit Wind betrieben, 1928 Einbau eines 12 PS Dieselmotors, Ruten in dieser Zeit stillgelegt, 1934 Einbau eines 16 kW Elektromotor als Ersatz für den Dieselmotor, dieser bis 1964 in Betrieb, 1964 stark beschädigter Mühlenkopf abgebrochen, Rutenwelle und Reste der Windrose entfernt, Sicherungsmaßnahmen. Starke Beschädigung der Bausubstanz: Dachbalken durch Verwitterung stark beschädigt, Holzfenster. 1997 bis auf Königswelle, Mahlsteine und Elevatoren keine weitere Mühlentechnik vorhanden, danach Umbau zu einem Wohnhaus. 2002 Schäden durch Hochwasser (Außenputz). Daneben Wohngebäude, ebenfalls historisch, kein Denkmal. | 08973874 |

## Leulitz
| Bild                                    | Bezeichnung                                                                                      | Lage | Datierung | Beschreibung | ID       |
| --------------------------------------- | ------------------------------------------------------------------------------------------------ | --- | --- | --- | -------- |
|                                         | Wegestein                                                                                        | (Flurstück 469/2; in Verlängerung Wurzener Straße, Straßenkreuzung zwischen Altenbach, Bennewitz und Leulitz) (Karte) | 19. Jahrhundert | Sandstein mit Inschrift, Wegestein als Zeugnis der verkehrstechnischen Erschließung des ländlichen Raumes von verkehrsgeschichtlicher Bedeutung. Quadratische Sandsteinstele aus dem 19. Jahrhundertmit Inschriften „Altenbach 1/2 St, Pausitz 1 St“", „Leulitz 1/2 St, Wurzen 1 St“. | 08974183 |
| Weitere Bilder                          | Herrenhaus des Rittergutes, dazu Wirtschaftsgebäude und Sitznischenportal an seitlicher Mauer    | Alter Gutshof 3 (Karte)                                                                                               | Bezeichnet mit 1773 (Herrenhaus); 16./17. Jahrhundert (Portal)                                                                  | Herrenhaus schlichter Barockbau mit Krüppelwalmdach, Sitznischenportal aus der Renaissance-Epoche, von baugeschichtlicher und ortshistorischer Bedeutung. - Wohnhaus: zweigeschossiger Massivbau (Bruchstein), Fenster zum Teil mit Putzfaschen, Türportal Sandstein mit Schlussstein (erneuert 1999), darüber Inschrifttafel mit bezeichnet mit 1773, hingegen Schlussstein mit Inschrift „1999“ (Restaurierungs-Datum), Krüppelwalmdach, Putztraufe - Seitengebäude: zweigeschossig, teilweise eingeschossig, zum Teil Fachwerk, zum Teil massiv, Satteldach - Sitznischenportal aus Sandstein: Sitzflächen als Löwenköpfe ausgebildet, reich gegliedert, Schlussstein im Bogen, in Sitznische Muschelmotiv, Archivolten mit Eierstab- und Zahnschnittornamentik | 08974190 |
| Direkt Bild zu diesem Denkmal hochladen | Villa Thierfelder mit Einfriedung und Kutscherhaus                                               | Polenzer Straße 2 (Karte)                                                                                             | Um 1905 | Unregelmäßiger gründerzeitlicher Putzbau mit Fachwerkaufbauten, Zeugnis der Landhausarchitektur der Zeit um 1900, von ortshistorischer Bedeutung. - Villa: unregelmäßiger Grundriss, zweigeschossiger verputzter Massivbau mit Fachwerkaufbauten, im Giebel reichgegliedertes Fachwerk, originale Fenster mit Fensterläden, Fenstergewände zum Teil in Ziegelstein, Satteldach - Kutscherhaus: eingeschossiger verputzter Massivbau, Satteldach, im Giebel Holzbalkon und Zierfachwerk, rückwärtig Brunnen - Einfriedungsmauer mit Ziegelsteinabdeckung | 08974187 |
|                                         | Pfarrhaus und Seitengebäude sowie Einfriedung und Toranlage (Torbogen und Pforte) des Pfarrhofes | Polenzer Straße 4 (Karte)                                                                                             | Um 1800 | Pfarrhaus Obergeschoss Fachwerk, von ortsgeschichtlicher und bauhistorischer Bedeutung. - Pfarrhaus: zweigeschossig, Erdgeschoss massiv, Obergeschoss vermutlich Fachwerk, insgesamt verputzt, Holztraufe, Krüppelwalmdach, Fenster zum Teil mit Holzgewände, Torbogen mit Schlussstein und Ziegelabdeckung - Seitengebäude: eingeschossiger verputzter Bruchstein- und Lehmbau, Satteldach und Fachwerkgiebel - Einfriedung als Bruchsteinmauer | 08974188 |
| Weitere Bilder                          | St. Laurentiuskirche mit Ausstattung und Kirchhof mit Einfriedung                                | Polenzer Straße 6 (Karte)                                                                                             | Um 1470 (Sakramentshaus); 1510, im Kern älter (Kirche); 1714–1716 (Kirchturm); 18. Jahrhundert (Lesepult); 1884 (Orgelprospekt) | Große spätgotische Saalkirche mit polygonalem Chor und massigem, barocken Westturm, baugeschichtlich, ortsbildprägend und ortsgeschichtlich von Bedeutung. Massivbau (Bruchstein) zum Teil verputzt, Saalkirche mit polygonalem Chorschluss, Strebepfeiler (Abdeckung der Pfeiler in Porphyrtuff), Maßwerk der Segmentbogenfenster in Porphyrtuff, Portal in Porphyrtuff, rechteckiger Westturm mit Krüppelwalmdach und Putzgliederung, Schiff mit Satteldach und Fledermausgaube, Putztraufe, seitlicher Sakristeianbau. | 08974189 |
|                                         | Backhaus                                                                                         | Wurzener Straße 5 (gegenüber) (Karte)                                                                                 | 1. Hälfte 19. Jahrhundert | Von wirtschaftshistorischer Bedeutung. Eingeschossiger, verputzter Bruchsteinbau, Satteldach, verputzte Traufe, Tor. | 08974185 |
|                                         | Ehemalige Schmiede (heute Wohnhaus) mit Seitengebäude, Jagenstein und Einfriedung                | Wurzener Straße 7 (Karte)                                                                                             | Bezeichnet mit 1789 (Schmiede); Anfang 19. Jahrhundert (Jagenstein); 1947 laut Auskunft (Seitengebäude)                         | Ortsbildprägender Fachwerkbau von baugeschichtlicher und ortshistorischer Bedeutung. - Wohnhaus: bezeichnet mit 1789 (im Türzsturz), zweigeschossig, Erdgeschoss massiv (Bruchstein), verputzt, Obergeschoss Fachwerk, Krüppelwalmdach mit Fledermausgaube, Holztraufe, Fenstergewände in Sandstein und Holz, rückwärtiger Anbau, Giebel zum Teil verbrettert, Türgewände Holz, originales Tor zum ehemaligen Schmiederaum - Seitengebäude: Fachwerk, zum Teil massiv, insgesamt verbrettert, im Inneren: reichliche Originalsubstanz (Brettdecken, in Küche Balken mit Schiffskehle, Türen, Ausmalung) - im Vorgarten Jagenstein: Sandsteinstele, abgerundeter Abschluss, eingemeißelte Krone und Inschrift „Jagen XVI“                                           | 08974184 |
|                                         | Wohnstallhaus und Einfriedung eines ehemaligen Dreiseithofes                                     | Wurzener Straße 10 (Karte)                                                                                            | Um 1800 | Zeugnis der bäuerlichen Bau- und Lebensweise der Zeit um 1800 in Fachwerkbauweise, baugeschichtlich von Bedeutung. Zweigeschossig, Erdgeschoss massiv, Obergeschoss Fachwerk, an einer Seite abgeschleppt, Stallteil in Massivbauweise, Krüppelwalmdach mit Fledermausgauben, originale Tür mit Holzgewände. | 08974186 |

## Nepperwitz
| Bild           | Bezeichnung                                                       | Lage                                                   | Datierung | Beschreibung | ID       |
| -------------- | ----------------------------------------------------------------- | ------------------------------------------------------ | --- | --- | -------- |
|                | Kriegerdenkmal für die Gefallenen des Ersten Weltkrieges          | Am Teich (Ecke Ringstraße und Püchauer Straße) (Karte) | Um 1920 | Von ortshistorischer Bedeutung. Steinblock, Inschrift „1914–1918“ „Unseren Gefallenen“ und Namen der Toten, „Die Helden tot, das Volk in Not“, Betonsockel, steinerne Treppenstufen. | 08973870 |
| Weitere Bilder | Wohnhaus, Einfriedung und Teich                                   | Am Teich 6 (Karte)                                     | Um 1923 | Massivbau mit Fachwerkelementen, im Heimatstil, Teil einer repräsentativen Bauernhofanlage, baugeschichtlich von Bedeutung. - Wohnhaus: eingeschossiger Massivbau mit Fachwerkanbauten, repräsentativer Wintergarten an Giebelseite mit Treppenaufgang, Fachwerkgiebel zum Teil verbrettert, Krüppelwalmdach mit Schleppgauben, Bruchsteinsockel, originale Tür, originale Wetterfahne, zum Teil originale Fenster - Einfriedung verputzt - vom Vorgarten zum Teich führende Steintreppe, Umfassungsmauer des Teiches unverputzte Bruchsteinmauer     | 08973871 |
| Weitere Bilder | Kirche mit Ausstattung und Kirchhof mit Grabmalen und Einfriedung | Kirchplatz (Karte)                                     | Um 1500 (Kirche); 2. Hälfte 17. Jahrhundert (Kanzel); Ende 17. Jahrhundert (Nordseite); 18. Jahrhundert (Orgelempore); 1911 (Orgel) | Schlichte gotische Saalkirche mit polygonalem Chorschluss und hohem Dachreiter, baugeschichtlich, ortsbildprägend und ortsgeschichtlich von Bedeutung. - Kirche: verputzter Massivbau, Saalkirche mit polygonalem Chorschluss, Spitzbogenportal in Porphyrtuff mit verschränktem Stabwerk, Spitzbogenfenster, Satteldach mit hohem, verkupfertem Dachreiter, Inschrifttafel an der Nordseite: „Erbauet durch die verwitwete Gräfin von Hohenthal geb. von Krosik im Jahre 1838“ - zwei Grabmale: Gutsbesitzer Joh. Friedrich Karl Plätzsch gest. 1893 | 08973869 |
|                | Pfarrhaus                                                         | Kirchplatz 12 (Karte)                                  | Ende 18. Jahrhundert, spätere Veränderungen                                                                                         | Schlichter Putzbau mit Krüppelwalmdach, am Kirchhof gelegen, von ortshistorischer Bedeutung. Zweigeschossiger verputzter Massivbau, Fenstergewände als Faschen, (Sohlbänke vermutlich in Sandstein), zum Teil in Sandstein, Holztraufe, Krüppelwalmdach. | 08973868 |

## Neuweißenborn
| Bild           | Bezeichnung                           | Lage                      | Datierung             | Beschreibung | ID       |
| -------------- | ------------------------------------- | ------------------------- | --------------------- | --- | -------- |
| Weitere Bilder | Scheune                               | Zum Planitzwald 3 (Karte) | 1853                  | Von wirtschaftshistorischer und straßenbildprägender Bedeutung. Eingeschossiger Bruchsteinbau zum Teil verputzt, unterkellert, Kellergewölbe, alte Fenster, zwei große Scheunentore (Segmentbogentor), Satteldach (Biberschwanzdeckung), an einer Giebelseite Eingangstür und Kellerfenster mit Sandsteingewände, im Giebel drei Rundfenster. | 08974194 |
| Weitere Bilder | Landarbeiterhaus und Stallgebäude     | Zum Planitzwald 4 (Karte) | Mitte 19. Jahrhundert | Eingeschossige Bruchsteinbauten, straßenbildprägendes Landarbeiterhaus, von wirtschaftshistorischer Bedeutung. - Landarbeiterhaus: eingeschossiger massiver Bruchsteinbau, Satteldach (Biberschwanzdeckung), Giebel verbrettert, zwei Eingangstüren mit Holzgewände, Fenster mit Fensterläden und Überfangbögen - Stall: eingeschossiger massiver Bruchsteinbau, Satteldach (Biberschwanzdeckung), Fledermausgauben | 08974195 |
| Weitere Bilder | Landarbeiterhaus und Backhaus         | Zum Planitzwald 6 (Karte) | Mitte 19. Jahrhundert | Eingeschossige Bruchsteinbauten, straßenbildprägendes Landarbeiterhaus, von wirtschaftshistorischer Bedeutung. - Landarbeiterhaus: eingeschossiger massiver Bruchsteinbau, Satteldach (Biberschwanzdeckung), Giebel verbrettert, Eingangstür mit Holzgewände,Fenster mit Fensterläden und Überfangbögen linker Eingang vermauert - Backhaus: eingeschossig auf rechteckigem Grundriss, Satteldach, Giebel verbrettert, giebelseitiger Eingang mit Holzgewände, Schornstein                                                                          | 08974196 |
| Weitere Bilder | Ehemaliges Forsthaus und Nebengebäude | Zum Planitzwald 8 (Karte) | Mitte 19. Jahrhundert | Eingeschossige Bruchsteinbauten, Zeugnis der Ortsgründung von Neuweißenborn, von ortshistorischer Bedeutung. - Wohnhaus: eingeschossiger massiver Bruchsteinbau (unverputzt), Satteldach mit mittiger großer Fledermausgaube, Biberschwanzdeckung, Fenstergewände in Sandstein ehemals mit Fensterläden, Giebel verbrettert, vorderer Eingang später hinzugefügt, alte Fenster, rückwärtiger Eingang zugemauert - Nebengebäude: eingeschossiger Bruchsteinbau, unverputzt, Satteldach mit Fledermausgauben, Sohlbänke Sandstein, Giebel verbrettert | 08974197 |

## Pausitz
| Bild           | Bezeichnung                                         | Lage                           | Datierung | Beschreibung | ID       |
| -------------- | --------------------------------------------------- | ------------------------------ | --- | --- | -------- |
| Weitere Bilder | Kirche mit Ausstattung und Kirchhof mit Einfriedung | Kirchgasse (bei Nr. 6) (Karte) | Um 1500, im Kern älter (Kirche); Ende 15. Jahrhundert (Sakramentshäuschen); Mitte 16. Jahrhundert (Altarkruzifix); 1784 (Becken); 1906 (Taufstein) | Im Kern spätgotische Saalkirche mit polygonalem Chorschluss und mächtigem Westturm, baugeschichtlich, ortsbildprägend und ortsgeschichtlich von Bedeutung. - Saalkirche: mit Strebepfeilern und Anbauten, verputzter Massivbau, Westturm über rechteckigem Grundriss mit Satteldach, aufgeputzte Eckquaderung, Vorhangbogenfenster und Spitzbogenportal, polygonaler Chorschluss, Satteldach, an der Westseite kleines Sakramenthäuschen - Einfriedung in Bruchstein | 08973880 |

## Rothersdorf
| Bild           | Bezeichnung                                                   | Lage                                              | Datierung                 | Beschreibung | ID       |
| -------------- | ------------------------------------------------------------- | ------------------------------------------------- | ------------------------- | --- | -------- |
| Weitere Bilder | Wohnhaus (Nr. 9) und Seitengebäude (Nr. 11) eines Bauernhofes | Muldenweg 9, 11 (Karte)                           | 1. Hälfte 19. Jahrhundert | Zeugnis der bäuerlichen Bauweise in Fachwerk, baugeschichtlich von Bedeutung. - Bauernhaus: zweigeschossig, Erdgeschoss massiv (Bruchstein), Obergeschoss Fachwerk, ältere Türen und Fenster, Gliederung massiv erneuert, Satteldach, Holztraufe - Seitengebäude: zweigeschossig, Erdgeschoss massiv (Bruch- und Ziegelstein), Obergeschoss Fachwerk (Ausfachung in Lehmsteinen)                 | 08974048 |
|                | Wegestein                                                     | Zum Planitzwald (Ecke Grimmaische Straße) (Karte) | 19. Jahrhundert           | Sandstein mit Inschrift, verkehrsgeschichtlich von Bedeutung. Sandsteinstele, Inschriften „Leulitz 1 St., Polenz 2 St.“ „Wurzen 2 St., Trebsen 1/4 St., Grimma 2 St.“, zeltdachförmiger Abschluss. Quadratische Natursteinsäule aus dem 19. Jahrhundert mit Inschriften. Wegestein als Zeugnis der verkehrstechnischen Erschließung des ländlichen Raumes von verkehrsgeschichtlicher Bedeutung. | 08974049 |
| Weitere Bilder | Straßenbrücke                                                 | Zum Planitzwald (Karte)                           | 1. Hälfte 19. Jahrhundert | Steinerne Bogenbrücke mit Brückenwangen aus Bruchstein über einen Bach (Seitenarm der Mulde, ohne Namen), verkehrsgeschichtlich von Bedeutung. Einbogige Brücke und Brückenwangen aus Bruchstein. | 08974193 |

## Schmölen
| Bild           | Bezeichnung                                                                                        | Lage                                            | Datierung                          | Beschreibung | ID       |
| -------------- | -------------------------------------------------------------------------------------------------- | ----------------------------------------------- | ---------------------------------- | --- | -------- |
|                | Leichenhalle auf dem Friedhof                                                                      | Altenhainer Straße (gegenüber Nr. 9/11) (Karte) | Um 1890                            | Schön gegliederter Ziegelbau, Zeugnis der baulichen Entwicklung im 19. Jahrhundert, ortsgeschichtlich von Bedeutung. Eingeschossiger Massivbau, Bruchsteinsockel, Ziegelsteinbau mit Gliederung (zum Teil in Sandstein), auf der Giebelspitze Kreuz, Satteldach. | 08974034 |
| Weitere Bilder | Herrenhaus des ehemaligen Rittergutes, umgebender Gutspark mit Vasen                               | Am Schwarzwasser 6 (Karte)                      | Bezeichnet mit 1901, im Kern älter | Prächtige Fassade im Stil des Historismus, zeitweilig Wohnstätte der Musikschriftstellerin Marie Lipsius alias „La Mara“ (1837–1927), von ortshistorischer, baugeschichtlicher und kulturhistorischer Bedeutung. - Villa: zweigeschossiger, verputzter Massivbau, Fenstergewände in Porphyrtuff (nur an den Giebeln und im Erdgeschoss), Portal (bezeichnet mit 1901) mit Säulen und gesprengtem Giebel in Porphyrtuff, originale Eingangstür, granitene Treppenstufen, Neorenaissancegliederung (Gliederung in Porphyrtuff), Kellerfenstergewände in porphyrtuffimitierendem Kunststein, Gartenseite mit reichgegliederter Neorenaissancegliederung, Türgewände mit Schlussstein und Dreiecksgiebel in Sandstein, Terrasse mit reichen Balustraden (in Porphyrtuff) zum Garten, Dach um 1970 erneuert (nach Brand) - Park: mit alter Wegführung, altem Baumbestand und Gartenplastiken, Vasen im Garten in Sandstein | 08974037 |
| Weitere Bilder | Ehemalige Schlosskapelle (mit Ausstattung) des Rittergutes Schmölen sowie Terrasse und Einfriedung | Fährstraße (hinter Nr. 7) (Karte)               | 17. Jahrhundert                    | Kleiner barocker Saalbau mit Krüppelwalmdach und Dachreiter, bau- und ortsgeschichtlich von Bedeutung. - Kirche: verputzter Massivbau auf quadratischem Grundriss, einfache Putzgliederung, Krüppelwalmdach mit Dachreiter, Rundbogenfenster - Einfriedung: Bruchsteinsockel, Ziegelsteinbrüstung | 08974035 |

## Zeititz
| Bild           | Bezeichnung | Lage                                    | Datierung                                | Beschreibung | ID       |
| -------------- | --- | --------------------------------------- | ---------------------------------------- | --- | -------- |
| Weitere Bilder | Häuslerhaus | Brandiser Straße 11 (Karte)             | Anfang 19. Jahrhundert, spätere Anbauten | Eingeschossiger Putzbau, in gutem Originalzustand erhaltenes Gebäude, von sozialhistorischer Bedeutung. Eingeschossiger Putzbau, massiv, originale Tür im Zopfstil, Holztürsturz mit Inschrift (unleserlich), originale Tür, Fenster mit Putzfaschen, Satteldach, Biberschwanzdeckung, im Giebel Holzfenstergewände. | 08974201 |
|                | Arnimsche Villa (Nr. 20), ein Nebengebäude (mehrere Hausnummern, Nr. 22–26) und Lindenalle zum Anwesen (Jagdschloss Zeititz) | Brandiser Straße 20, 22, 24, 26 (Karte) | 1893–1894                                | Als Landhausarchitektur der Zeit um 1900 von baugeschichtlicher und kulturhistorischer Bedeutung. - Villa: zweigeschossig, massiv, Putzgliederung, Bruchsteinsockel (genutete Ecklisenen, Fensterfaschen, Gurtgesims), dreigeschossiger Eckturm mit Zeltdach und Welscher Haube und Wetterfahne, bewegte Dachlandschaft (Walmdächer) mit Dachaufbauten, Eingang mit Treppenaufgang betont durch Risalit mit Kielbogengiebel, polygonaler Eckerker, rückseitig Terrasse und Holzbalkon - Nebengebäude: zweigeschossig, Erdgeschoss massiv, Walmdach, abgewalmter Zwerchgiebel in Fachwerk, profilierte Balkenköpfe, Fenster und Tür mit Sturzbögen aus Klinker - Lindenallee | 08974202 |
| Weitere Bilder | Brockhaussche Villa mit Einfriedung                                                                                          | Muldentalweg 15 (Karte)                 | Um 1905                                  | Malerischer gründerzeitlicher Putzbau mit Fachwerkelementen, Zeugnis der großbürgerlichen Landhausarchitektur der Jahrhundertwende, von ortshistorischer Bedeutung. - Villa: zweigeschossiger, verputzter Massivbau, Bruchsteinsockel, mehrere Anbauten, Fachwerkgiebel, Walmdach, ein Anbau mit Kunststeinsäulen, Wappentafel, rückwärtiger Eingangsrisalit mit Fachwerktürmchen, Terrasse - Einfriedung: Bruchsteinsockel, Ziegelsteingliederung und Pfeiler, Eisenziergitterzaun, rundbogige Leutepforte mit Ziegelsteinabdeckung | 08974191 |
|                | Kutscherhaus der Brockhausschen Villa                                                                                        | Muldentalweg 17 (Karte)                 | Um 1905                                  | Zeugnis der großbürgerlichen Landhausarchitektur der Jahrhundertwende, von ortshistorischer Bedeutung. Zweigeschossig, winkelförmiger Grundriss, Erdgeschoss massiv, Obergeschoss Fachwerk, Satteldach, zwei Türmchenanbauten auf kreisförmigem bzw. quadratischem Grundriss, im Inneren noch Kacheln an den ehem. Pferdestallboxen. | 08974192 |

### Ehemaliges Denkmal (Zeititz)
| Bild | Bezeichnung                | Lage                               | Datierung                 | Beschreibung | ID       |
| ---- | -------------------------- | ---------------------------------- | ------------------------- | --- | -------- |
|      | Wohnhaus eines Bauernhofes | Brandiser Straße 9 (neben) (Karte) | 1. Hälfte 19. Jahrhundert | Zeugnis der bäuerlichen Bau- und Lebensweise im 19. Jahrhundert in Fachwerk- und Lehmbauweise, baugeschichtlich von Bedeutung. Zweigeschossig, Erdgeschoss Lehm, Obergeschoss Fachwerk (verputzt), Lehmstakenausfachung, einseitig Krüppelwalmdach, Biberschwanzdeckung (Kronendeckung), Putzgliederung, zum Teil alte Fenster. Zwischen 2017 und 2024 aus der Denkmalliste gestrichen. | 08974200 |

## Tabellenlegende
- Bild: Bild des Kulturdenkmals, ggf. zusätzlich mit einem Link zu weiteren Fotos des Kulturdenkmals im Medienarchiv Wikimedia Commons. Wenn man auf das Kamerasymbol klickt, können Fotos zu Kulturdenkmalen aus dieser Liste hochgeladen werden:
- Bezeichnung: Denkmalgeschützte Objekte und ggf. Bauwerksname des Kulturdenkmals
- Lage: Straßenname und Hausnummer oder Flurstücknummer des Kulturdenkmals. Die Grundsortierung der Liste erfolgt nach dieser Adresse. Der Link (Karte) führt zu verschiedenen Kartendiensten mit der Position des Kulturdenkmals. Fehlt dieser Link, wurden die Koordinaten noch nicht eingetragen. Sind diese bekannt, können sie über ein Tool mit einer Kartenansicht einfach nachgetragen werden. In dieser Kartenansicht sind Kulturdenkmale ohne Koordinaten mit einem roten bzw. orangen Marker dargestellt und können durch Verschieben auf die richtige Position in der Karte mit Koordinaten versehen werden. Kulturdenkmale ohne Bild sind an einem blauen bzw. roten Marker erkennbar.
- Datierung: Baubeginn, Fertigstellung, Datum der Erstnennung oder grobe zeitliche Einordnung entsprechend des Eintrags in der sächsischen Denkmaldatenbank
- Beschreibung: Kurzcharakteristik des Kulturdenkmals entsprechend des Eintrags in der sächsischen Denkmaldatenbank, ggf. ergänzt durch die dort nur selten veröffentlichten Erfassungstexte oder zusätzliche Informationen
- ID: Vom Landesamt für Denkmalpflege Sachsen vergebene, das Kulturdenkmal eindeutig identifizierende Objekt-Nummer. Der Link führt zum PDF-Denkmaldokument des Landesamtes für Denkmalpflege Sachsen. Bei ehemaligen Kulturdenkmalen können die Objektnummern unbekannt sein und deshalb fehlen bzw. die Links von aus der Datenbank entfernten Objektnummern ins Leere führen. Ein ggf. vorhandenes Icon  führt zu den Angaben des Kulturdenkmals bei Wikidata.